# (625) Xenia
(625) Xenia – planetoida z grupy pasa głównego asteroid okrążająca Słońce w ciągu 4 lat i 112 dni w średniej odległości 2,65 j.a. Została odkryta 11 lutego 1907 roku w Landessternwarte Heidelberg-Königstuhl w Heidelbergu przez Augusta Kopffa. Nazwa planetoidy pochodzi od niemieckiego imienia Ksenia (została zainspirowana literami oznaczenia asteroidy (1907 XN) w imieniu XeNia). Przed jej nadaniem planetoida nosiła oznaczenie tymczasowe (625) 1907 XN.